# Sagacity
«Sagacity» — 21-й студійний альбом канадського прогресивного рок-гурту Saga, виданий у 2014 році. Цей альбом став дебютною роботою їх нового барабанщика Майка Торна.
Назва альбому «Sagacity» є грою слів, цей іменник перекладається українською приблизно як «проникливість». В Німеччині зайняв 17-е місце в національному чарті. Існує також спеціальне видання альбому, що містить на додатковому бонусному компакт-диску 9 концертних треків, записаних наживо на SWR1 Rockarena протягом їхнього європейського туру 2013 р.

## Перелік композицій
Всі композиції створені гуртом Saga.
| #     | Назва                             | Тривалість |
| ----- | --------------------------------- | ---------- |
| 1.    | «Let It Slide»                    | 4:49       |
| 2.    | «Vital Signs»                     | 3:27       |
| 3.    | «It Doesn't Matter (Who You Are)» | 3:59       |
| 4.    | «Go With the Flow»                | 5:26       |
| 5.    | «Press 9»                         | 3:48       |
| 6.    | «Wake Up»                         | 2:34       |
| 7.    | «Don't Forget to Breathe»         | 3:24       |
| 8.    | «The Further You Go»              | 4:04       |
| 9.    | «On My Way»                       | 5:15       |
| 10.   | «No Two Sides»                    | 3:58       |
| 11.   | «Luck»                            | 3:39       |
| 12.   | «I'll Be»                         | 6:21       |
| 50:44 |                                   |            |

| Перелік композицій бонусного диску (Live at SWR1 Rock Arena 2013) | Перелік композицій бонусного диску (Live at SWR1 Rock Arena 2013) | Перелік композицій бонусного диску (Live at SWR1 Rock Arena 2013) |
| #                                                                 | Назва                                                             | Тривалість                                                        |
| ----------------------------------------------------------------- | ----------------------------------------------------------------- | ----------------------------------------------------------------- |
| 1.                                                                | «Careful Where You Step»                                          | 4:37                                                              |
| 2.                                                                | «Mouse In A Maze»                                                 | 5:50                                                              |
| 3.                                                                | «You're Not Alone»                                                | 6:08                                                              |
| 4.                                                                | «The Cross»                                                       | 3:53                                                              |
| 5.                                                                | «Scratching the Surface»                                          | 6:26                                                              |
| 6.                                                                | «Humble Stance»                                                   | 5:51                                                              |
| 7.                                                                | «On the Loose»                                                    | 5:07                                                              |
| 8.                                                                | «Wind Him Up»                                                     | 5:53                                                              |
| 9.                                                                | «Don't Be Late (Chapter Two)»                                     | 7:35                                                              |
| 51:20                                                             |                                                                   |                                                                   |

## Учасники
- Майкл Седлер (Michael Sadler) – основний вокал
- Іан Крічтон (Ian Crichton) – гітари
- Джім Ґілмор (Jim Gilmour) – клавішні, вокал
- Джім Крічтон (Jim Crichton) – бас, клавішні
- Майк Торн (Mike Thorne) – барабани, вокал